# Callocleonymus pulcher
Callocleonymus pulcher är en stekelart som beskrevs av Masi 1940. Callocleonymus pulcher ingår i släktet Callocleonymus och familjen puppglanssteklar.
Artens utbredningsområde är:
- Somalia.
- Turkmenistan.

Inga underarter finns listade.